# Grofgestreepte glimslak
De grofgestreepte glimslak (Zonitoides excavatus) is een slakkensoort uit de familie van de Gastrodontidae. De wetenschappelijke naam van de soort werd voor het eerst geldig gepubliceerd in 1830 door Alder. De soortaanduiding duidt op de zeer brede (uitgeholde) navel. 

## Beschrijving
Het rechtsgewonden huisje van de grofgestreepte glimslak, tot 6 x 3,5 mm groot, is lichtbruin of (vaak) meer geelgroen, zijde-achtig glanzend. De vorm van het huisje is samengedrukt kegelvormig met tot 4,5 bolle windingen waarbij de beginwindingen hoger uitsteken boven de laatste (lichaams-)winding uit dan bij de donkere glimslak (Z. nitidus). De mondrand is niet continu, dun en scherp en niet of nauwelijks omgeslagen. De navel is wijd en rond, circa 1/3 tot 1/4 van de totale breedte. Sculptuur van vrij regelmatige, duidelijke dwarsgroeven en groeilijnen. Het zachte lijf van het dier is meestal grijs (in tegenstelling tot de donkere glimslak, waarvan de dieren zwart zijn). De bovenste tentakels zijn lang en dun. 

## Verspreiding en leefgebied
Het verspreidingsgebied strekt zich uit van de Britse Eilanden, de kustgebieden van de Noordzee van Denemarken, Noord-Duitsland, Nederland, België en Noord-Frankrijk tot de door de Atlantische Oceaan beïnvloede kustgebieden van Frankrijk, Noord-Spanje en Portugal. In Duitsland werd de soort in 2005 ook relatief ver landinwaarts aangetroffen in Noordrijn-Westfalen en Nedersaksen.
De dieren leven in de strooisellaag en onder dood hout van oudere bossen, soms ook in moerassen, maar meestal op kalkvrije grond. Sommige auteurs beschrijven de soort zelfs als extreem calciphoob. De soort tolereert kleine menselijke tussenkomst in het bosecosysteem, maar wordt niet gevonden in beschermde gebieden of houtplantages.

## Ecologie
Omsloten door een kalkhoudende schaal hebben de eieren een diameter van één millimeter. Per legsel worden twee tot zes eieren op of in de grond, mos of rottend hout gelegd. Af en toe worden de eieren afzonderlijk gelegd. Er wordt één legsel (of ei) per dag geproduceerd. De jongen komen na 19 tot 35 dagen uit met 1,4 tot 2 windingen. Seksuele volwassenheid wordt bereikt na vier maanden. Eierkannibalisme is ook waargenomen bij de jongen. Deze waarnemingen zijn gedaan in het laboratorium onder constante omstandigheden.